# Sericostoma faciale
Sericostoma faciale är en nattsländeart som beskrevs av Mclachlan 1868. Sericostoma faciale ingår i släktet Sericostoma och familjen krumrörsnattsländor. Inga underarter finns listade i Catalogue of Life.